# هیسائو اگاوا
هیسائو اگاوا (انگلیسی: Hisao Egawa؛ زادهٔ ۱۳ سپتامبر ۱۹۶۲) صداپیشه، و بازیگر اهل ژاپن است. وی از سال ۱۹۹۱ میلادی تاکنون مشغول فعالیت بوده‌است.